# Асемкулов, Таласбек Баймухамедович
Таласбек Баймухамедович Асемкулов (каз. Таласбек Әсемқұлов; 1 августа 1955 года — 23 сентября 2014 года) — музыкант, композитор, казахский писатель-билингв, кинодраматург, литературный и музыкальный критик, исследователь мифологии, истории, этнографии, мастер по созданию домбр, переводчик с казахского языка на русский, с русского на казахский.
Лауреат литературного конкурса «Современный казахстанский роман» Фонда Сорос-Казахстан (2002 г.) за роман «Талтүс» — «Полдень». Этот роман — единственная прижизненная книга писателя. В 2019 году роман был издан в переводе Shelley Fairweather-Vega на английский язык под названием A Life At Noon Архивная копия от 29 августа 2019 на Wayback Machine в издательстве Индианского университета Slavica Pub. Роман был также переведен на другие языки ООН в рамках казахстанской Государственной программы «Модернизация общественного сознания».

### Биография
Родился 1 августа 1955 года на железнодорожной станции Тансык Семипалатинской области. Родители были портными. Сразу после рождения был усыновлен и воспитывался у деда по матери, известного кюйши Жунусбая Стамбаева (1891—1973) в селе Айгыз Семипалатинской области (ныне Абайская область).
Традиционное музыкальное образование начал у деда с возраста 7 лет и обучался у него в течение 11 лет до кончины деда. Параллельно обучался у певца Баймуратова Карима, домбриста Нурпеисова Газиза. Позднее также обучался у домбристов Атыгая, Аккыз, Саятолекова Баганалы, Хамзина Магауи, Абеновой Апике.
Принадлежит к школе шертпе-кюя, великими представителями которого являются Байжигит (XVIII век) и Таттимбет (XIX век). Цепь ученической преемственности: Байжигит — Кызыл Мойын Куандык — Таттимбет — Кенжебай — Бодау и Кызай — Жунусбай Стамбаев. Ж.Стамбаев является прототипом главного героя романа М.Магауина «Кокбалак», а также романа самого Т.Асемкулова «Полдень».
Т.Асемкулов исполнял кюи Байжигита, Таттимбета, своего учителя Жунусбая, некоторых других кюйши данной школы, также сам сочинял кюи. Через Т.Асемкулова стали известны большинство кюев Байжигита, практически неизвестного до того музыковедению, кюй Китбуки (Кет-Буги, XIII век) «Жансауга», Котана-тайши (XV век), а также ряд редких кюев Таттимбета, Кызылмойын Куандыка, Сакбике, Касабая, Ахана-кажы.
Сохранилось 8 авторских кюев Т.Асемкулова: «Ақ қозым», «Азапкер», «Тәттімбет сері», «Қара өткел», «Кемеңгер», «Жеңеше», «Еңлік», «Әбікенді жұбату».

#### Образование
В 1979 годы закончил КазПИ им. Абая по специальности «казахский язык и литература».

#### Места работы
- комсомольско-молодёжная овцеводческая бригада в колхозе им. Калинина.
- 1977-82 — преподаватель музыкального лектория Алма-Атинского народного университета (параллельно с учёбой).
- 1980-82 — научный сотрудник Республиканского музея казахских музыкальных инструментов им. Ыхласа, солист этнографического ансамбля «Сазген». Первоначально, до создания экспозиции музея, был принят в него завхозом первым директором музея, этномузыковедом Жаркыном Шакаримом. Является одним из создателей музея.
- 1984-86 — редактор издательства «Жазушы».
- 1987—1999 — преподаватель казахского языка, литературный редактор, заведующий фольклорным кабинетом Алматинской государственной консерватории им. Курмангазы (ныне Казахская национальная консерватория).
- 1996—1998 — редактор русской части международной газеты «Zaman-Қазақстан».
- 1998—2006 — редактор отдела критики литературного журнала «Жұлдыз».
- 2004—2006 — шеф-редактор культурологического альманаха «Рух-Мирас» при Национальной библиотеке РК.
- 2006—2014 — фрилансер, сотрудничал с газетами «Алтын Орда», «Алматы Ақшамы», киностудией «Казахфильм».

### Творчество

#### Дискография
1. сольный виниловый гранд-диск «Кюи Байжигита» Всесоюзной фирмы «Мелодия» (1976)
2. участие в антологии домбровой музыки «Мәңгілік сарын» («Музыка вечности», РК «Казахстан», 2004, диски № 5, 6, 7, всего в исполнении Т.Асемкулова представлено 14 кюев)
3. участие в антологии домбровой музыки «1000 кюев казахского народа» (2010, более 30 кюев в исполнении Т. Асемкулова, в том числе один его собственный).
4. участие в CD-альбоме «Dombra du Kazakhstan: L`heritage de Tattimbet» («Казахская домбра — наследие Таттимбета») (2010, Buda Musique), в качестве исполнителя и составителя.
5. сольный посмертный CD-альбом «Талтүс», включающий 73 кюя в исполнении Таласбека Асемкулова (2015).

#### ТВ-передачи
(в качестве исполнителя и ведущего): передача о Байжигите на телеканале «Алматы» в 1973 году вместе с Ж.Шакаримом и М.Магауиным, четыре передачи о Байжигите, Таттимбете, Сугуре и Кыздарбеке в цикле «Күй шежіре» на ТРК «Казахстан», цикл передач о Таттимбете на Джезказганском областном ТВ (1995, приз за лучшую передачу года) и др.

#### Зарубежные гастроли
Югославия (1982, в составе ансамбля «Сазген»), Франция (Париж, Сен-Жюльен-де-Женевуа, 2004, Фестиваль мировых музыкальных культур).

#### Анимационные ролики по кюям в исполнении Таласбека Асемкулова
- «Оттан жаралғандар» («Сотворенные из огня») по кюю Байжигита «Кокбалак». Киностудия «Казахфильм», 2011. Режиссёр Адай Абельдинов, сценаристы Т.Асемкулов, Т.Муканова, З.Наурзбаева,
- «Алмажай» («Конь в яблоках») по кюю Байжигита «Алмажай». Студия «Dala animation» по заказу телеканала «Балапан», 2018. Режиссёр Дильшат Рахматуллин, сценаристы З.Наурзбаева, Т.Муканова,
- «Қоңыр қаз» («Дикий гусь») по кюю Ж.Стамбаева «Дикий гусь». Студия «Dala animation» по заказу телеканала «Балапан», 2018. Режиссёр Дильшат Рахматуллин, сценаристы З.Наурзбаева, Т.Муканова,
- «Аққозым» («Мой белый ягненок») по кюю Т.Асемкулова «Аққозым». Студия «Dala animation» по заказу телеканала «Балапан», 2018. Режиссёр Дильшат Рахматуллин, сценаристы З.Наурзбаева, Т.Муканова.

#### Художественные произведения на казахском языке
рассказы «Атайы», «Болмашы әңгіме», повесть «Шымдан» (коллективный сборник «Ерте келген күз» («Ранняя осень», издательство «Жалын», 1988), «Кәрі күйші» (2002), роман о музыке «Талтүс» (2003, лауреат литературного конкурса Фонда Сорос-Казахстан «Современный казахстанский роман»), повесть «Бекторының қазынасы» (2011), первая часть романа «Тәттімбет сері», опубликованная в журнале «Жулдыз» (2012).

#### Киносценарии на казахском языке
- «Біржан сал» (2004, премьера «Казахфильм» 2009 г.), о певце и композиторе XIX века Биржане.
- «Құнанбай» («Казахфильм», 2015, посмертно — национальная премия Тұлпар за лучший сценарий 2016 год, об отце Абая.
- «Тұмар падиша» (2010).

#### Киносценарии на русском языке
- «Смерть Кокбалака» (1997, другое название «Смерть ханского коня», опубликовано в журнале «Простор» № 5, 2002, об Абылай-хане),
- «Биржан-сал» (2004, авторский перевод с казахского языка),
- «Жезтырнак» (2006, опубликовано в журнале «Книголюб», № 1-2, 2007, призёр «Международного конкурса сценариев по мотивам мифов, сказок и героических эпосов Центральной Азии и Кореи −2011», организованном Министерством культуры Южной Кореи, 2011),
- «Алматы — Астана» (2008, 2 премия на республиканском открытом конкурсе киносценариев на современную тему, 1 премия не присуждалась),
- «Царица Томирис» (2010, расширенный авторский вариант сценария «Тұмар падиша»),
- «Өгей» (о Мукагали Макатаеве, сценарий завершен вдовой Т.Асемкулова Зирой Наурзбаевой в 2014, после смерти автора по его наброскам и устным рассказам).

#### Основные исследования

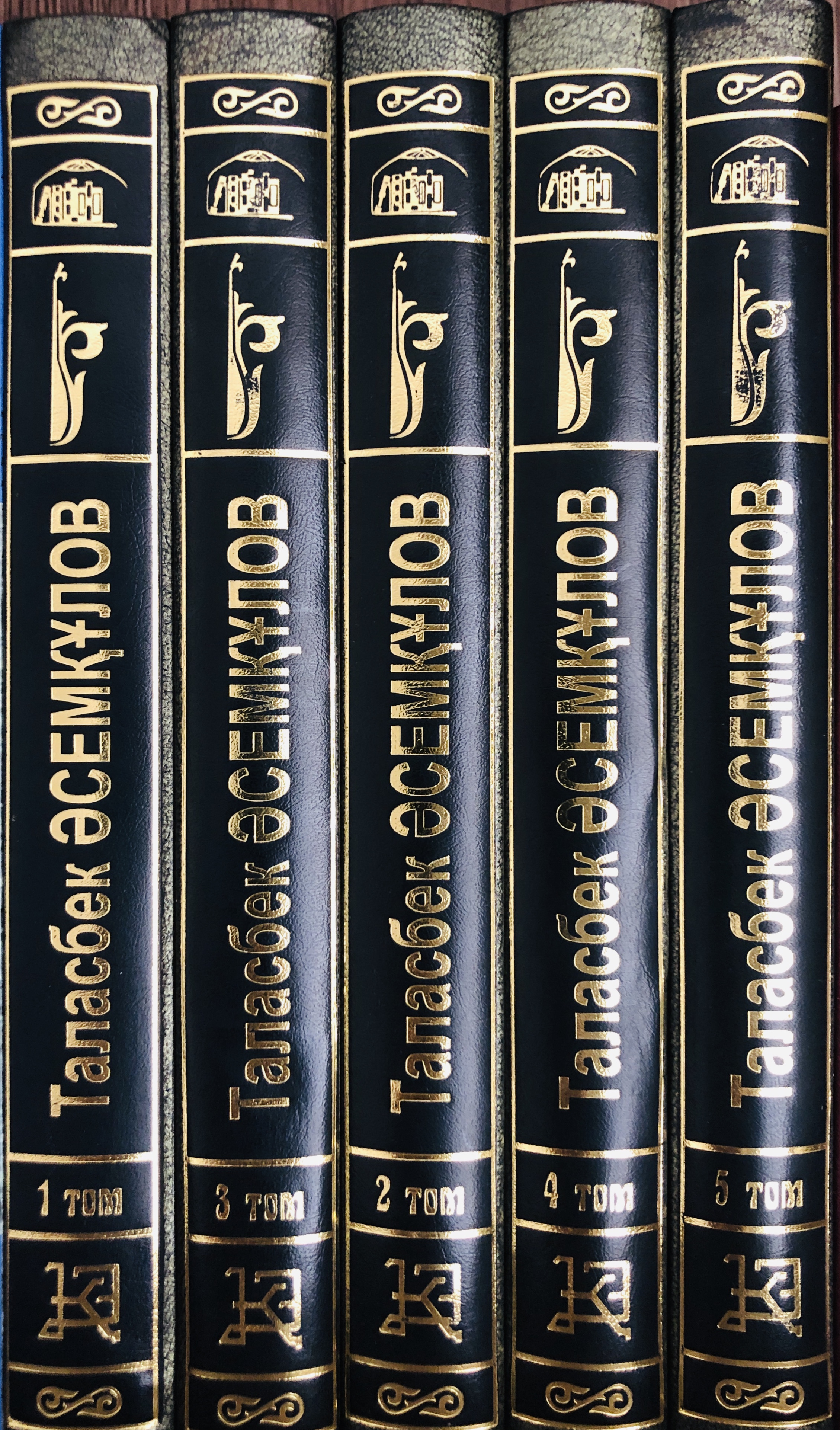
Сборник сочинений Таласбека Асемкулова. 1-6 тома издательство Казахская энциклопедия, Алматы 2016, 2021. 7 том издательство Сардар, 2022.

- «Единая тюркская мифологическая система» (1979, опубликована в 1995 в газете «Горизонт» под названием «Казахский эпос: человеческий дух в поисках изначального смысла»),
- «Көне қазақ романдарының эстетикасы» (1980—1990?, «Эстетика древних казахских романов»).
- «Домбыраға тіл бітсе: Қазақтың байырғы музыкалық терминологиясы хақында» (1989, журнал "Жұлдыз, сокращенный перевод З.Наурзбаевой «Традиционная домбровая терминология».
- «Тәттімбеттің Шығыс Түркістанға сапары» (1980—1990?) (авторский перевод «Путешествие Таттимбета в Восточный Туркестан»).
- «Жылан қайыс ырымының сипаттамасы» (1998) (перевод на русский язык З.Наурзбаевой «Мифологическое описание обряда „Жылан қайыс“)
- „Последний поход Кет-Буги: сакральная миссия кочевой цивилизации“ (2001)» — «Кет — Бұғаның соңғы жорығы. Көшпелі өркениеттің құпия миссиясы» (в соавторстве с З. Наурзбаевой)
- «Күй өнерінің болашағы» (1998) («Будущее искусства кюя», перевод З.Наурзбаевой)
- «Аштық және соғыс» («Голод и война», авторский перевод)
- «Бастырма»
- «Қондыгердің бір-ақ беттік тарихы» («Одна страница истории всадников-кондыгеров»)
- «Камбар есімі» (2012, «Имя Камбар»)
- «Аңыз жайындағы аңыз, немесе ауызекі мәдениеттің пайда болуы турасында бір-екі толғам» (краткое изложение З.Наурзбаевой «Эвакуация традиции»)

#### Основные критические статьи (на казахском языке)
- Аюп hәм Абай (2003, «Иов и Абай»)
- Абайдың ұлы жұмбағы («Великая загадка Абая»)
- Кеменгердің өмірінен бір үзік сыр (2013, «Фрагменты из жизни мудреца»)
- Талғам — эстетикалық ар-ұят («Вкус — это литературная совесть»)
- Қазіргі қазақ жастар прозасының бағыт-бағдары («Современные тенденции прозы молодых»)
- Оқығам жоқ («Не читал»)
- Эфиальттың кегі («Месть Эфиальта»)
- Интертекст
- Сұлулықта ояну («Проснуться в красоте»)
- Ар мен ожданның өрті («Пожар чести и совести»)
- Сүгір әулиеті (2014, «Преемники Сугура»)

#### Переводы
- Кобэ Абэ «Жат әлпет» («Чужое лицо»),
- Иво Андрич «Дринадағы көпір» («Мост на Дрине», Астана : Аударма, 2004),
- А. Есмаханов. Қазақтың кілемдері («Казахские ковры», Алматы : DIDAR, 1998) .
- Мериме П. Маттео Фальконе,
- Шаламов В. Жидек (Ягоды)
- Генис А. Бабыл мұнарасы (Вавилонская башня)
- Якубовский А. Әмір Темір (Эмир Тимур)
- Цуладзе А. Саяси мифология (Политическая мифология, вольный перевод)
- Кажгали улы (Малаев) Ә. Киіз туырлықтағы көркем шежіре
- Кажгали улы Малаев Ә. Көне сымбат сыры
- Наурзбаева З. Антропологиялық дағдарыс жағдайындағы мәдениет пен білім беру
- Наурзбаева З. Батыс дәстүршілдігі және қазақ мәдениеті
- а также рассказы, научные исследования, дубляж художественных и научно-популярных фильмов на ТРК «Хабар» (1997—2003 г.г.),

Перевод с турецкого на русский «Житие пророка нашего Мухаммеда» в газете «Zaman-Қазақстан» (1998).

### Призы и награды
- победитель конкурса Фонда Сорос-Казахстан «Современный казахстанский роман» (2003),
- призёр Открытого республиканского конкурса сценариев полнометражных художественных фильмов Министерства культуры и информации РК (2009),
- победитель «Международного конкурса сценариев по мотивам мифов, сказок и героических эпосов Центральной Азии и Кореи −2011» в номинации сценарный план,
- Независимая общественная награда им. Алихана Бокейхана к 20-летию независимости РК (2011), присваиваемая сайтом abai.kz.
- Национальная кинопремия Тұлпар за лучший сценарий 2016 год за сценарий фильма «Құнанбай» посмертно. Фильм награждён Государственной премией РК.

### Примечание
Авторский коллектив фильма «Кунанбай» получил Государственную премию Республики Казахстан за 2016 год, но по условиям премии сценаристу посмертно она не была присуждена.